# Schwandorf (Neuhausen)
Schwandorf ist ein Ortsteil von Neuhausen ob Eck und hat rund 850 Einwohner.

## Geographie

### Geographische Lage
Schwandorf liegt auf der Hochfläche der Hegaualb auf der westlichen Schwäbischen Alb.

### Ortsgliederung
Schwandorf besteht aus den vier Dörfern Oberschwandorf, Unterschwandorf, Volkertsweiler und Holzach.

### Schutzgebiet
In Schwandorf ist seit 2017 das Naturschutzgebiet „Feuchtwiesen Schwandorf“ ausgewiesen.

## Geschichte
Holzach, der heute kleinste Ortsteil der Gemeinde Neuhausen ob Eck, wurde 785 anlässlich einer Schenkung an das Kloster St. Gallen als Hoolzaim urkundlich erwähnt; später wurde der Ort Holzheim und dann im fürstenbergischen Urkundenbuch 1480 erstmals Holzach genannt.
Schwandorf selbst wurde 1145 erwähnt und gehörte damals zur Landgrafschaft Nellenburg. In einer Abhandlung über die Landgrafschaft Nellenburg wird einer ihrer neun Kameralorte Madach genannt, welcher Oberschwandorf, Unterschwandorf, Holzach und Volkertsweiler umfasste und mit diesen gegen Ende des 12. Jahrhunderts zu Nellenburg gekommen war.
1465 wurde Schwandorf österreichisch. Die soziale Lage des Madacher Amts in der ersten Hälfte des 19. Jahrhunderts, in dem die vier Dörfer zusammengefasst waren, war nicht besonders gut, österreichische Beamte des Jahres 1785 und badische Beamte von 1851 berichteten von Armut. Arbeitsplätze gab es weder in der Landwirtschaft noch war der Industriebereich so weit fortgeschritten, dass er hätte Menschen in Lohn und Brot stellen können. Für die zahlreichen Handwerker, die sich damals in Schwandorf niedergelassen hatten, gab es entsprechend wenige Auftraggeber. Mitte des 19. Jahrhunderts gab es in Schwandorf 14 Leinweber, acht Schuhmacher, vier Schneider, vier Wagner und fünf Schreiner.
Die Gemeinde Schwandorf war bis 1806 Bestandteil der habsburgischen Grafschaft Nellenburg. Nach der von Napoleon erzwungenen Gebietsreform fiel Schwandorf für die kurze Zeit von 1806 bis 1810 an Württemberg. Danach kam es im Grenzvertrag zwischen Württemberg und Baden an Baden, wurde aber nicht dem Amtsbezirk Meßkirch, sondern dem Amtsbezirk Stockach zugeteilt. Keine Änderung ergaben sich bei der neuen Aufteilung der staatlichen Zuständigkeiten für Neuhausen ob Eck, das bereits seit 1481 zu Württemberg gehörte. Fortan trennte neben der Konfession die badisch-württembergische Grenze, die bis zur Gründung des Deutschen Reiches 1871 eine Staatsgrenze war, Schwandorf von Neuhausen.
1936 wurde das Amt Meßkirch aufgelöst und Schwandorf als selbstständige Gemeinde dem Oberamt Stockach angegliedert. Daraus entstand 1939 der Landkreis Stockach. Holzachs letzter Stabhalter, dessen Siegel archiviert ist, hat seine Funktion im Jahr 1936 verloren. Die vier bisher eigenständigen Ortsteile wurden danach zur Gesamtgemeinde Schwandorf zusammengefasst.
Im Zuge der Verwaltungsreform erfolgte am 1. Januar 1973 die Eingemeindung von Schwandorf nach Neuhausen ob Eck.

### Einwohnerentwicklung

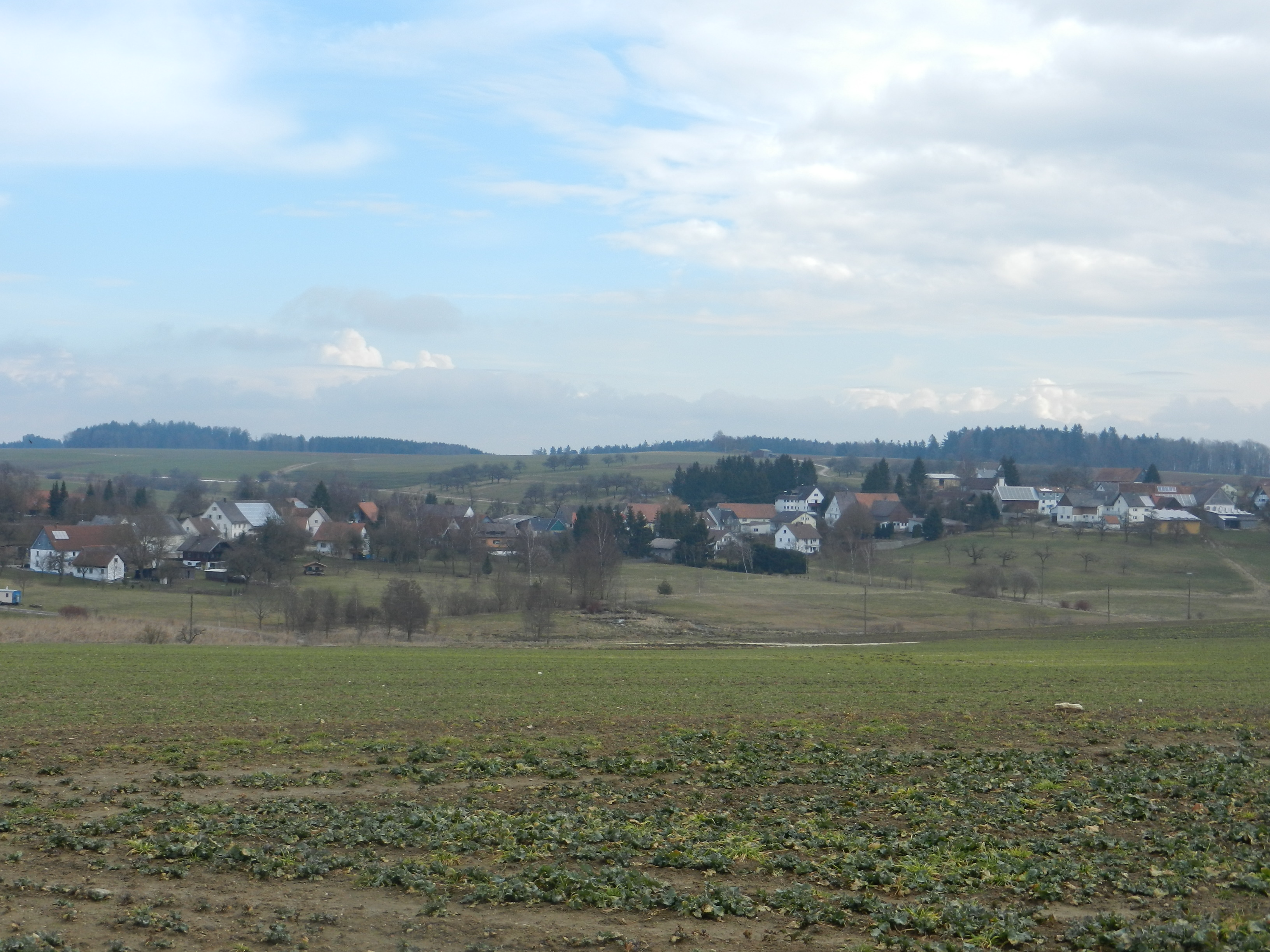
Unterschwandorf, Südansicht

Schwandorf erfuhr eine rasche Bevölkerungsentwicklung:
| Jahr      | 1708 | 1785 | 1863 | 1961 | 1970 |
| Einwohner | 400  | 496  | 1240 | 728  | 801  |

## Religion
Im Gegensatz zu den württembergischen Neuhausenern, die sich zum Protestantismus bekannten, waren die österreichischen Schwandorfer katholisch.

## Politik

### Ortsvorsteher
Der Ortsvorsteher ist Günter Binder (Stand 2020).

### Wappen
| Wappen von Schwandorf | Blasonierung: „Unter goldenem (gelbem) Schildhaupt, darin eine liegende blaue Hirschstange, in Silber (Weiß) ein durchgehendes rotes Kreuz.“                                           |
| Wappen von Schwandorf | Wappenbegründung: Die Hirschstange entstammt dem Wappen der Grafschaft Nellenburg, zu der das Dorf bis 1805 gehörte. Das rote Kreuz erinnert an die Zugehörigkeit zum Bistum Konstanz. |

## Kultur und Sehenswürdigkeiten

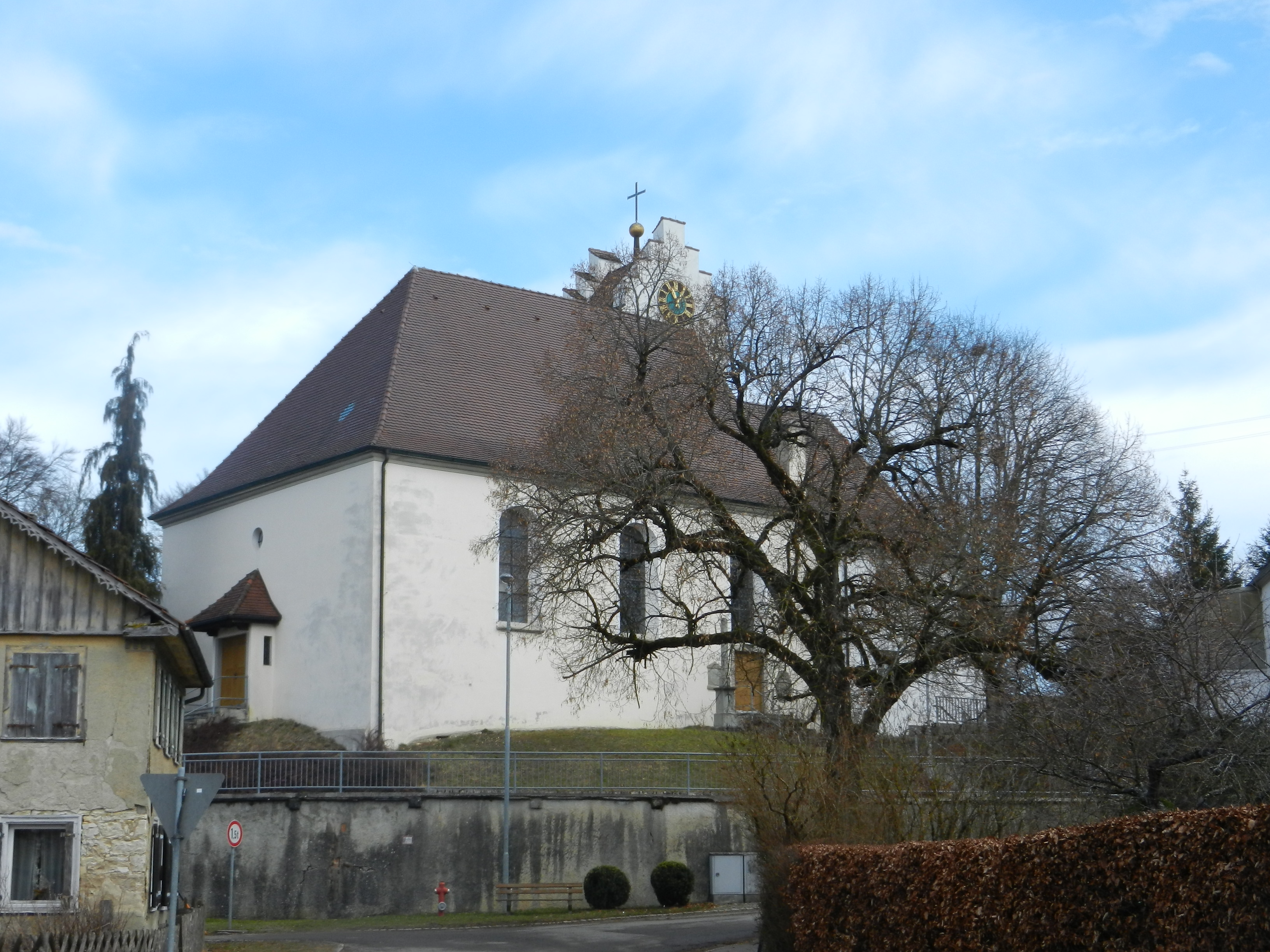
St. Ullrich in Oberschwandorf

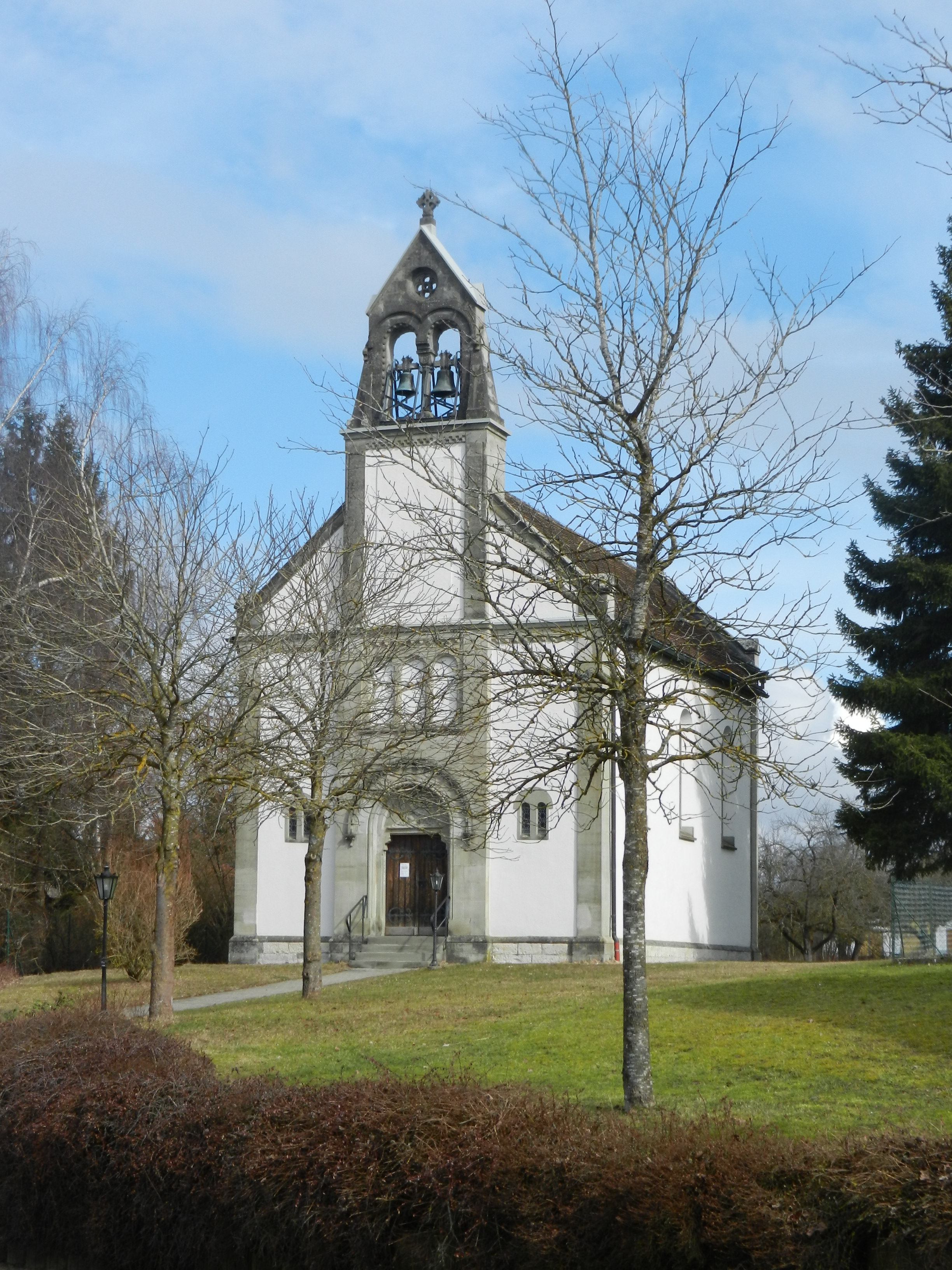
Kapelle in Unterschwandorf

### Vereine
Schwandorf hat insgesamt 14 Vereine.

### Regelmäßige Veranstaltungen
Die Dorffasnet in Schwandorf ist durch die Narrenfigur der Schwandorfer Burghexen inhaltlich an die Historie angelegt, ähnlich wie der Neckname „Österreicher“, mit dem die Worndorfer Schwandorf belegen. Grund ist die geschichtliche Zugehörigkeit Schwandorfs vor 1806 zu Vorderösterreich.

### Bauwerke
- Die Pfarrkirche St. Ullrich in Oberschwandorf wurden 1275 erstmals urkundlich erwähnt.
- Die Friedhofskapelle von Holzach wurde um das Jahr 1000 erbaut und ist „Unserer lieben Frau zu Holzen“ geweiht. Holzach zählte im Jahr 1275 als eine von 49 Pfarreien zum Kloster Reichenau.[3]
- Auf der Gemarkung liegt die Burgreste Schwandorf.
- Ein alter Prozessionsweg führt von Oberschwandorf über Unterschwandorf nach Holzach.[9]

## Persönlichkeiten

### Söhne und Töchter der Gemeinde
- Albert Mueller (1884–1963), Grafiker und Maler
- Franz Xaver Mülherr (1889–1955), Schulrat und Wehrmachtsoffizier mit Zivilcourage, dem ein Kapitel 'La grande colère de Franz Mulherr' in Christian Bernadacs Buch Le Train de la mort gewidmet ist.[10]